# 주름위

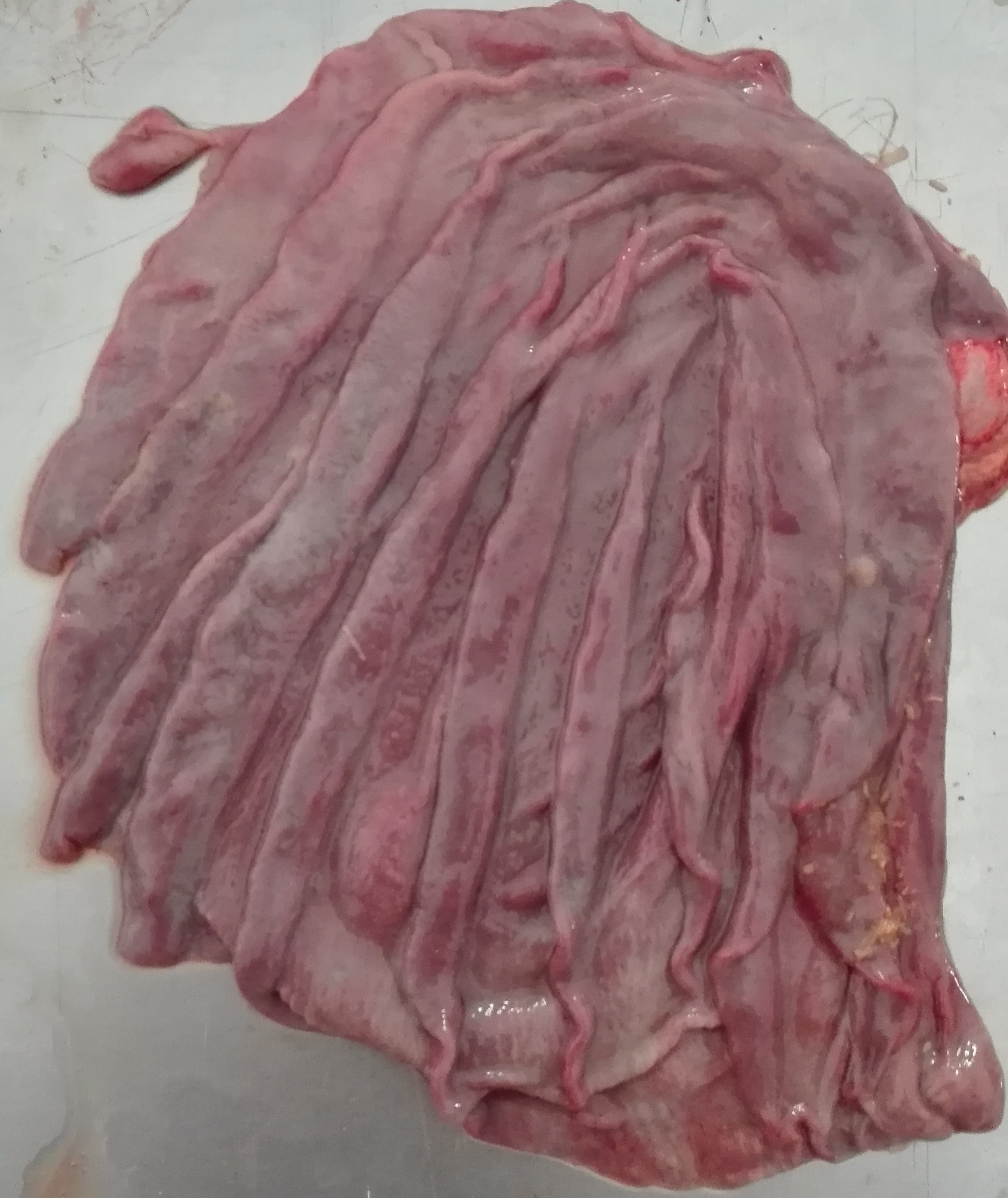
임팔라의 주름위

주름위(---胃) 또는 제4 위(第-胃)는 반추 동물의 되새김위 중 넷째이자 마지막 위이다. 추위(皺胃)로도 부른다. 주름이 많으며, 레닛을 분비한다. 겹주름위(제3 위)에서 온 음식을 화학적으로 소화시키는 역할을 한다.

## 이용

### 음식
주름위가 식재료로 쓰일 때는 막창이나 홍창(紅-)으로 불린다.

## 같이 보기
- 겹주름위
- 벌집위
- 혹위